# Ramphotyphlops acuticaudus
Espèce
Synonymes
- Typhlops acuticauda Peters, 1877
- Ramphotyphlops acuticauda (Peters, 1877)

Statut de conservation UICN

 LC  : Préoccupation mineure
Ramphotyphlops acuticaudus est une espèce de serpents de la famille des Typhlopidae. 

## Répartition
Cette espèce est endémique des Palaos.

## Publication originale
- Peters, 1877 : Herpetologische Notizen. I. Über die von Spix in Brasilien gesammelten Eidechsen des Königlichen NaturalienKabinets zu München. II. Bemerkungen über neue oder weniger bekannte Amphibien. Monatsberichte der Königlich Preussischen Akademie der Wissenschaften zu Berlin, vol. 1877, p. 407-415, 415-423 (texte intégral).